# Ларошжаклен, Анри де
Анри́ дю Вержье, граф де Ларошжакле́н (фр. Henri du Vergier, comte de La Rochejaquelein; 30 сентября 1772, Дюрбельер, fr— 28 января 1794, Нуалье) — французский военный, один из лидеров вандейских роялистов в период французской революции.

## Биография
Анри дю Верже, граф де Ларошжаклен, родился 30 сентября 1772 года в замке Дюбельер близ Шатийона. Потомственный дворянин, чьими предками были французские крестоносцы, в возрасте 15 лет он поступает на службу в Королевский конный полк, где полковником был его отец. Скорее всего у Анри де Ларошжаклена была бы типичная для мужчин его семьи военная карьера, однако, всё изменила Великая французская революция 1789 года.
В марте 1792 года молодой офицер переводится в недавно созданный полк Конституционной гвардии, которому было поручено охранять короля Франции Людовика XVI. Создание этого полка было временным компромиссом между революционным Законодательным собранием и Людовиком XVI. В августе 1792 года он участвует в качестве второго лейтенанта в защите дворца Тюильри. После падения Тюильри молодой граф укрывается в Пуату. Казнь короля и репрессии против старой аристократии окончательно приводят де Ларошжаклена в лагерь роялистов.
Масштабное восстание крестьян на западе Франции стало неожиданностью даже для аристократов – противников республики. Сопротивление воинской повинности весной 1793 года переросло в крупнейшее восстание, известное как "война в Вандее". Анри де Ларошжаклен возглавил несколько тысяч вандейских крестьян и начал сражаться с республиканскими войсками. Молодой человек стал знаменит своей фразой, сказанной соратникам перед боем: «Друзья, если я иду вперед, идите за мной! Если я отступлю, убейте меня! Если я умру, отомстите за меня!"
В апреле 1793 отряды де Ларошжаклена одержали ряд побед над республиканскими войсками в сражениях при Брессюире, при Фонте-ла-Конте и в битве при Сомюре. Одно только присутствие на поле боя "месье Анри" вдохновляло вандейцев, не раз спасая от разгрома в почти безвыходных ситуациях. В боях при Фонтене де Ларошжаклен прославился своим презрением к опасности – он носил три красных шарфа: на голове, на шее и на поясе, бросая вызов вражеским артиллеристам. Его товарищи решили также носить по три красных шарфа, чтобы де Ларошжаклен не выделялся.
В августе 1793 года после поражения в сражении при Люсоне Ларошжаклен перегруппировал Католическую и Королевскую армию, так теперь стали называться объединённые отряды вандейцев, которая в тот момент была на грани поражения, и выиграл битву при Шантоне. В сентябре большой палец его правой руки был раздроблен пулей во время сражения с республиканцами, но он продолжал стрелять из пистолета здоровой рукой. Знаменитый портрет работы Пьера-Нарсиса Герена показывает Ларошжаклена в момент этого боя.
В неудачном для повстанцев сражении при Шоле 17 октября 1793 года вандейская армия потеряла двух своих командующих, д’Эльбе и Боншана, которые были тяжело ранены. По единогласному решению военного совета новым командующим стал Анри де Ларошжаклен, получивший звание генералиссимуса. Однако его храбрость не компенсировала недостаток опыта и стратегических навыков. Он двинулся на Гранвиль, 12 ноября взял Авранш, но не смог захватить Гранвиль и отступил к Анже, чтобы пересечь Луару. Крупные республиканские силы бросились в погоню, победив его в Ле-Мане 12 декабря и окончательно в Савене 23 декабря. После этого решительного разгрома католическая и королевская армия больше не была боевой силой. Вандейская армия была рассеяна, Ларошжаклену пришлось уйти в лес, переодевшись крестьянином. Позже он попытался вести партизанскую войну против республиканцев, собрав отряд из 800 человек. Он перерезал коммуникации республиканцев, нападал на их патрули, обозы, добывая прежде всего боеприпасы.  

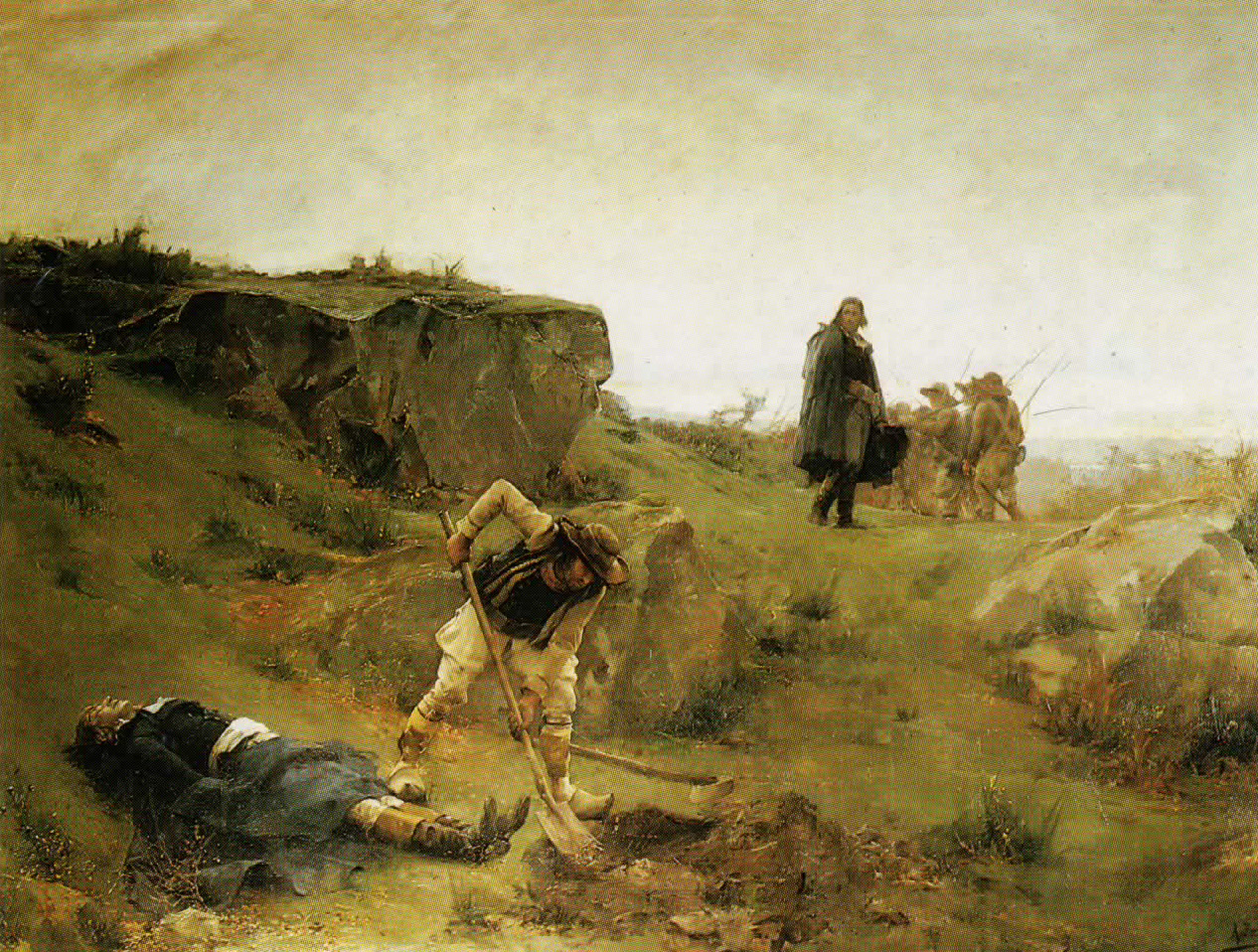
Гибель Анри де Ларошжаклена. Картина Александра Блоша.

28 января 1794 года республиканский гарнизон Шоле вышел, чтобы сжечь Нуайе. Ларошжаклен напал на него, когда тот поджигал посёлок, и стал преследовать отступивших республиканских солдат. Увидев за изгородью двух гренадеров, убегавших от его кавалерии, Ларошжаклен предложил им сдаться, но был убит. Тело было захоронено неподалёку от того места, где он был убит, а в 1817 году перезахоронено в церкви в Сен-Обен-де-Бобинье.
Младшие братья Анри де Ларошжаклена Луи и Огюст в рядах роялистов-эмигрантов также принимали участие в борьбе с французской республикой. После того как Наполеон Бонапарт отменил антииммигрантские законы, братья вернулись во Францию. Оба брата приняли участие в новом вандейском восстании во время «ста дней Наполеона» в 1815 году, выступив во главе роялистских сил на защиту власти нового короля Людовика XVIII. Один из них погиб, а другой был ранен. Для роялистов Франции имя Ларошжакленов стало символом верности и чести.